# 小出栄一
小出 栄一（こいで えいいち、1912年1月23日 - 1979年5月3日）は、日本の官僚、経営者。共同石油社長を務めた。

## 経歴
福岡県出身。1935年に東京帝国大学法学部法律学科を卒業し、同年に商工省に入省。
1958年5月に通商産業省重工業局長を経て、1960年5月から1962年7月までに経済企画事務次官を務めた。1962年9月に九州電力顧問に就任し、1963年5月に常務、1972年5月に副社長を経て、1974年6月には共同石油社長に就任。
1979年5月3日、腹膜炎のために在任中に死去。67歳没。